# 666 Motor Inn
666 Motor Inn – studyjny album szwedzkiej grupy Satanic Surfers.

## Lista utworów
Ścieżki:
1. "Soothing" - 2:59
2. "Even If Time Stood Still" - 2:39
3. "I Scream" - 3:04
4. "Lost" - 2:51
5. "Fuck Off, You Filthy Bastards" - 2:48
6. "Don't Tell Us What We Should Do With Our Bodies, You Filthy Bastards" - 2:50
7. "Start Over" - 2:55
8. "Count Me Out" - 3:37
9. "Silent Box" - 2:59
10. "Don't Fade Away" - 2:53
11. "You Can Count Your Money in Your Graves, You Filthy Bastards" - 2:14
12. "Seed of Fear and Anger" (+ plus ukryty utwór "Evil Part II") - 5:29